# Saint-Constant (Quebec)
Saint-Constant é uma cidade no sudoeste do Quebec, no Canadá. Está localizada na costa sul de Montreal, na Regionalidade Municipal do Condado de Roussillon na região de Montérégie. A população do censo do Canadá de 2011 foi 24980.